# Mesoteli
El mesoteli és una membrana formada per cèl·lules epitelials escatoses simples d'origen mesodèrmic, que forma el revestiment de diverses cavitats corporals: la pleura (cavitat pleural al voltant dels pulmons), el peritoneu (cavitat abdominopelviana que inclou el mesenteri, l'epipló, el lligament falciforme i el perimetri) i el pericardi (al voltant del cor).
El teixit mesotelial també envolta el testicle (com la túnica vaginal) i ocasionalment el cordó espermàtic (en un procés vaginal patent). El mesoteli que cobreix els òrgans interns s'anomena mesoteli visceral, mentre que el que cobreix les parets del cos circumdants s'anomena mesoteli parietal. El mesoteli que secreta el líquid serós com a funció principal també es coneix com a serosa.